# Ukrainian Falcons

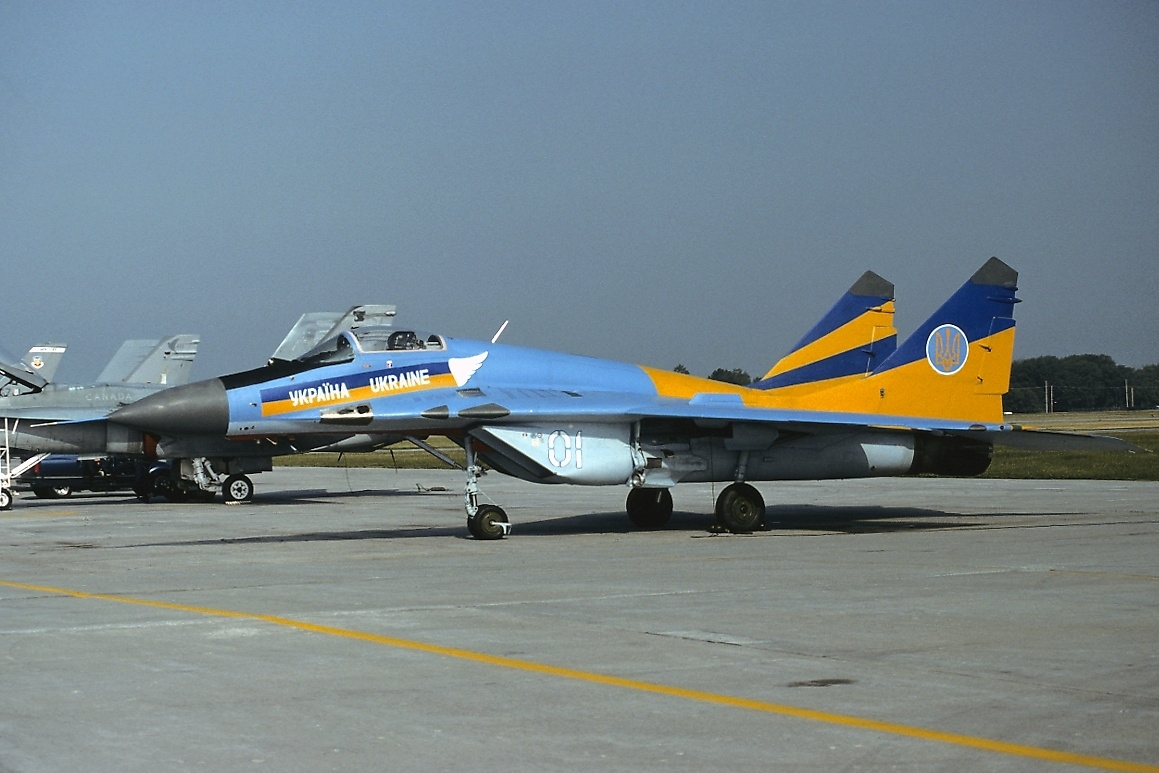
Ein MiG-29S der Staffel im Juni 1992

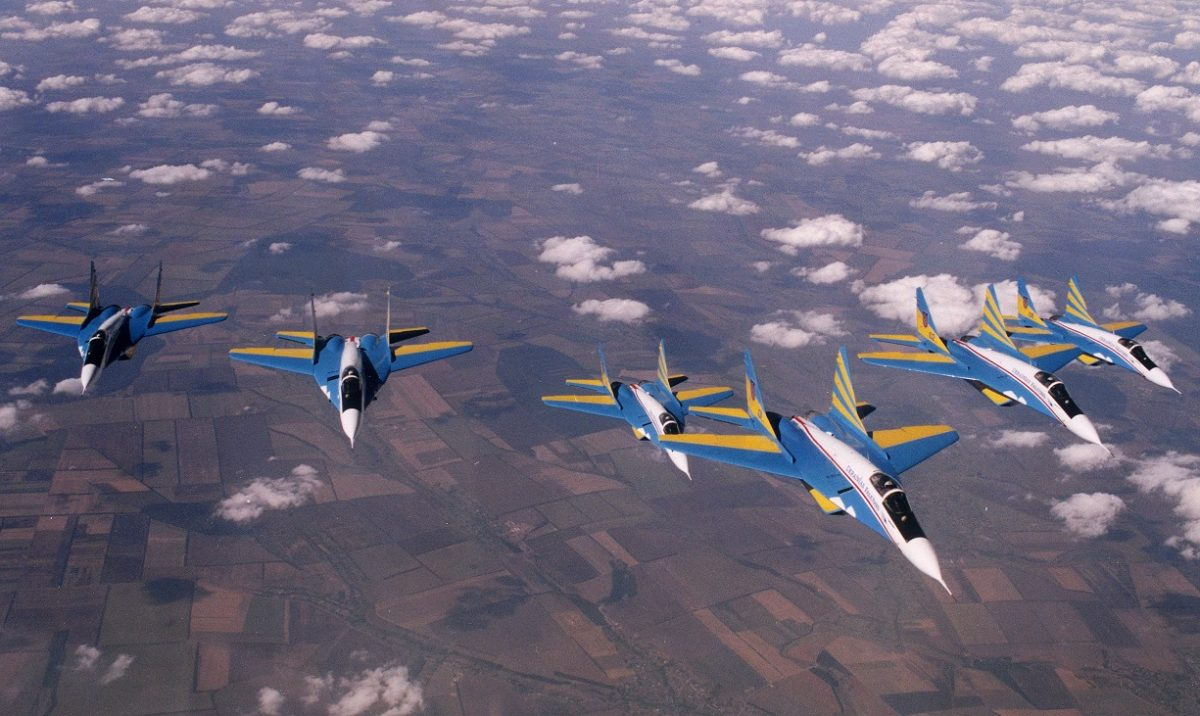
Kunstflugstaffel "Ukrainian Falcons" MiG-29 (1997)

Die Ukrainian Falcons (ukrainisch: Українські Соколи/Ukrayins’ki Sokoly; auf Deutsch Ukrainische Falken) ist die offizielle Kunstflugstaffel der ukrainischen Streitkräfte.

## Geschichte
Die Staffel wurde 1995 gegründet, die ersten Trainingsflüge begannen 1996. Im Jahr 1997 erfolgte das internationale Debüt bei der britischen Flugschau Royal International Air Tattoo. Es werden Maschinen der Typen MiG-29, Su-27 und Aero L-39 Albatros verwendet. Die Staffel war auf einem Flugplatz auf der Krim südlich von Kirowske (Lage) im gleichnamigen Rajon stationiert.
Die Piloten und die Maschinen der Kunstflugstaffel werden seit Beginn der russischen Aggression gegen die Ukraine eingesetzt. Nach der groß angelegten russischen Invasion ging am 13. Oktober 2022 eine MiG-29 in der Oblast Winnyzja verloren, die eine ähnliche Bemalung wie die ukrainischen Falken trug. Dies soll beim Abfangen iranischer Shahed-136-Drohnen geschehen sein.

## Unfall
Tragische Berühmtheit erlangte die Kunstflugstaffel im Jahr 2002, als am 27. Juli eine ihrer Su-27UB auf dem ukrainischen Militärflugplatz Sknyliw nahe Lwiw in die Zuschauermenge stürzte. Das Flugtagunglück von Lemberg, bei dem 85 Menschen ums Leben kamen, gilt als das bisher schwerste Flugunglück bei Kunstflugvorführungen. Die beiden Piloten konnten sich mit dem Schleudersitz retten. Im Rahmen der juristischen Aufarbeitung wurden die beiden Piloten für schuldig befunden und zu mehrjährigen Haftstrafen verurteilt.